# مطار سان سيباستيان
مطار سان سيباستيان (إياتا: EAS, إيكاو: LESO) هو المطار الذي يخدم مدينة سان سيباستيان في إقليم الباسك بإسبانيا. وعلى الرغم من اسمه، فإن المرافق تقع في بلدية هونداريبيا، ويمتد المدرج على طول نهر بيداسوا على الحدود الإسبانية الفرنسية.
خلال سنة 2023، وصل عدد المسافرين الذين استخدموا مطار سان سيباستيان إلى 662 482 مسافر.
يخدم المطار في المقام الأول الرحلات الداخلية، وخاصة إلى مدريد، كما بدأت الرحلات الدولية إلى مدينة لندن اعتبارًا من يوليو 2022. وهناك مخطط قيد التنفيذ لإطالة المدرج (2008) من أجل تلبية المتطلبات الموضوعة لتوفير الخدمة للطائرات الأكبر حجمًا. لا تزال الخطط الأولية تواجه معارضة شديدة، مما أضاف إلى الصعوبات الاقتصادية التي تواجه شركات الطيران التي تستخدم المطار، مما يجعل مستقبله أكثر غموضًا. المطارات القريبة الأخرى هي مطار بلباو (117 كم بالسيارة) ومطار بياريتز باي الباسكي (32 كم).

## تاريخ
منذ بداية العقد الأول من القرن العشرين، كان لمقاطعة غيبوثكوا مطاران - أونداريتا ولاسارتي - بالإضافة إلى خليج سان سيباستيان، مناسبان للاستخدام من قبل الطائرات المائية. في عام 1920، تقدمت مجموعة من المتحمسين من مدينة إيرون باقتراح إلى وزارة الأشغال العامة لبناء مطار في مدينتهم. كان الموقع المختار يُعرف باسم بلايوندي، عند مصب نهر بيداسوا.
في 1920، سمحت وزارة الأشغال العامة بالعديد من الطرق الجوية: في عام 1922، بين سان سيباستيان ومدريد، وفي عام 1924، بين سان سيباستيان وجزر الكناري؛ وفي عام 1926، بين سان سيباستيان وتينيريفي.
أقرت خطة المطارات الوطنية لعام 1929 بفائدة وجود مطار بالقرب من الحدود، بالقرب من إيرون وسان سيباستيان. وعرضت بلديات إيرون وسان سيباستيان والمجلس الإقليمي أراضي بلايوندي لموقع المطار، بالإضافة إلى المساعدة الاقتصادية لتنفيذ الأعمال. وفي ديسمبر 1931، وبسبب الصعوبات الفنية والاقتصادية في بناء المطار، فقد تصنيفه كمطار وطني. وتوقفت العملية، وفي سبتمبر 1934 تم حل مجلس مطار إيرون.
في 1950، ومع تطور النقل الجوي في إسبانيا، أعيد النظر في الحاجة إلى إنشاء مطار في غيبوثكوا. وفي عام 1952، وبعد وضع الخطط اللازمة، تم إعطاء الأولوية العاجلة لأعمال إنشاء مطار على مصب نهر بيداسوا في بلدية فوينتيرابيا.
افتتح المطار في 22 أغسطس 1955، وفي 29 أغسطس، تم افتتاحه رسميًا أمام حركة السياحة الوطنية والدولية الكاملة، وكذلك للتوقف الفني. بدأت شركة أفياكو رحلاتها المجدولة بعد أربعة أيام. كان به مدرج واحد، 05/23، بطول 1200 متر. ومع ذلك، فإن تشغيل المدرج 23 أجبر الطائرات على التحليق فوق الأراضي الفرنسية، مما تسبب في احتجاج فوري من الحكومة الفرنسية. وعلاوة على ذلك، فإن نقص المرافق في المطار جعل من الضروري تجديد مصنع تعليب قريب لاستخدامه كمحطة.
في يوليو 1957، اجتمعت الوفود الفرنسية والإسبانية للاتفاق على القيود المفروضة على استخدام مطار فوينتيرابيا. وبموجب الاتفاق، تم إنشاء حقوق مرور جوي في يونيو 1959، ولكن لم يُسمح باستخدام المطار من قبل الطائرات الترفيهية.
في يوليو 1961، اكتملت أعمال تمديد المدرج إلى 1500 متر. وفي مايو 1963، تم تصنيف المطار كمطار جمركي. بين عامي 1964 و1965، تم بناء برج المراقبة، وتم توسيع موقف الطائرات، وتم تسميته رسميًا بمطار سان سيباستيان. في عام 1967، بدأت أعمال مبنى المحطة والبنية التحتية الخاصة به. تم افتتاحها في عام 1968. في ديسمبر 1969، تم إغلاق المطار أمام حركة المرور لتمديد المدرج إلى طوله الحالي البالغ 1754 مترًا.
في 18 مارس 1992، وقعت إسبانيا وفرنسا اتفاقية جديدة تنظم استخدام مطار سان سيباستيان، والتي رفعت الحظر المفروض على استخدام الطائرات ذات المحركات النفاثة للمطار. تم تحديد الحد الأقصى اليومي للحركات، خارج ساعات الليل، لاثنتي عشرة طائرة من طراز MD-88 واثنتي عشرة طائرة من طراز BAE-146.

## شركات الطيران والوجهات
قائمة شركات الطيران التي تقدم رحلات جوية منتظمة أو موسمية:
| شركات الطيران            | الوجهات                                                         |
| ------------------------ | --------------------------------------------------------------- |
| بينتر كنارياس            | غران كناريا، تنريفي الشمالي (ابتداءا من 31 مارس 2025)           |
| الخطوط الجوية البريطانية | رحلات موسمية: لندن سيتي، ادنبرة                                 |
| ايبيريا                  | مدريد                                                           |
| فولوتيا                  | اشبيلية، فالنسيا رحلات موسمية: مالقا، مينوركا، بالما دي مايوركا |
| فيولينغ                  | برشلونة                                                         |